# Сулукское сельское поселение
Сулу́кское се́льское поселе́ние — муниципальное образование в Верхнебуреинском районе Хабаровского края России. 
Административный центр — посёлок сельского типа Сулук.

## Население
| 2010 | 2011 | 2012 | 2013 | 2014 | 2015 | 2016 |
| ---- | ---- | ---- | ---- | ---- | ---- | ---- |
| 699  | ↗927 | ↗936 | ↘910 | ↗937 | ↗965 | ↘878 |
| 2017 | 2018 | 2019 | 2020 | 2021 |      |      |
| ↘823 | ↘814 | ↘787 | ↘759 | ↗793 |      |      |

Население по данным 2011 года — 935 человек.

## Населённые пункты
В состав поселения входят 2 населённых пункта:
| № | Населённый пункт | Тип     | Население |
| - | ---------------- | ------- | --------- |
| 1 | Солони           | посёлок | ↘233      |
| 2 | Сулук            | посёлок | ↘560      |

## История
Образовано в 2004 году. В 2010 году в Сулукское сельское поселение был включён посёлок Солони, который до этого образовывал одноимённое сельское поселение.